# Elaphomycetaceae
Elaphomycetaceae è una famiglia di funghi ascomiceti appartenente all'ordine Eurotiales (Tul. ex Paol., in Saccardo, Sylloge fungorum (Abellini) 8: 863 (1889)).
Vi appartengono funghi ipogei più o meno globosi, con una scorza esterna (peridio) spessa e robusta, carne (gleba) più o meno compatta, che a maturità diventa nera e pulverulenta.

## Generi diElaphomycetaceae
Il genere tipo è Elaphomyces Nees, altro genere incluso è Pseudotulostoma O.K. Mill. & T. Henkel